# Ctenus polli
Ctenus polli là một loài nhện trong họ Ctenidae.
Loài này thuộc chi Ctenus. Ctenus polli được miêu tả năm 1893 bởi Hasselt.